# Cécile Cassel
Cécile Cassel, nota anche come HollySiz, pseudonimo di Cécile Crochon (Parigi, 25 giugno 1982), è un'attrice e cantautrice francese.

## Biografia
Figlia di Jean-Pierre Cassel e della giornalista Anne Célérier, molto conosciuta in Francia e in Italia, sorellastra dell'attore Vincent Cassel, debutta per la prima volta in teatro. Nel 2000, all'età di 18 anni, partecipa al telefilm Le Grand Patron. Entra nel grande schermo nel 2002 con Vivante. Questo darà il via alla sua carriera di attrice. Nel 2008 partecipa nel ruolo di Monìque ad Ex, film di Fausto Brizzi uscito nelle sale il 6 febbraio 2009. Nel 2009 interpreta il ruolo di Beatrice di Borgogna, seconda moglie di Federico I Hohenstaufen  nel film Barbarossa, di Renzo Martinelli, uscito nelle sale il 9 ottobre 2009.
A partire dal 2008, in polemica con l'«atmosfera di seduzione latente» imperante nel cinema, riduce drasticamente l'attività di attrice e intraprende la carriera di cantautrice con un nuovo nome d'arte: HollySiz.

## Filmografia

### Cinema
- A l'abri des regards indiscrets, regia di Ruben Alves (2002)
- Vivante, regia di Sandrine Ray (2002)
- La Bande du drugstore, regia di François Armanet (2002)
- Pour le plaisir, regia di Dominique Deruddere (2004)
- Nous étions libres, regia di John Duigan (2004)
- Contre-sens, regia di Pierre-Alfred Richard (2005)
- Ma vie en l'air, regia di Rémi Bezançon (2005)
- Foon, regia di Benoît Pétré (2005)
- Ô Jérusalem, regia di Elie Chouraqui (2006)
- Gli amori di Astrea e Céladon (Les amours d'Astrée et de Céladon), regia di Éric Rohmer (2007)
- Le Premier Jour du Reste de ta Vie, regia di Rémi Bezançon (2008)
- Ex, regia di Fausto Brizzi (2009)
- Je vais te manquer, regia di Amanda Sthers (2009)
- Barbarossa, regia di Renzo Martinelli (2009)
- Parigi a tutti i costi (Paris à tout prix), regia di Reem Kherici (2013)

### Televisione
- Paranoia, regia di Patrick Poubel (2001)
- Salut la vie, regia di Daniel Janneau (2001)
- Sex and the City – serie TV, episodio 6x20 (2004)
- Clara Sheller, regia di Alain Berliner (2007)
- Les Mariées de l'isle Bourbon, regia di Euzhan Palcy (2007)
- Rien dans les poches, regia di Marion Veroux (2008)
- Coco Chanel, regia di Christian Duguay - miniserie TV (2008)